# Банахевич, Тадеуш
Тадеуш Артурович Банахевич (пол. Tadeusz Banachiewicz; 1882—1954) — российско-польский астроном, геодезист и математик.

## Биография
Родился в Варшаве в 1882 году. 
В 1904 году окончил Императорский Варшавский университет и был оставлен при нём для подготовки к профессорскому званию. Стажировался в Гёттингене у Карла Шварцшильда и в Пулкове у Оскара Баклунда. В 1908—1909 годы работал в обсерватории Варшавского университета, в 1910—1915 годы — в обсерватории имени Энгельгардта под Казанью, в 1915—1918 — в Юрьевском (Тартуском) университете (в 1918 году — директор университетской обсерватории). 
С 1918 года — в Польше. Преподавал геодезию в Варшавской высшей политехнической школе, с 1919 года — заведующий кафедрой астрономии Ягеллонского университета в Кракове и директор университетской обсерватории (в этой должности оставался до конца жизни).

## Научная деятельность
Основные труды в области астрономии, небесной механики, математики, геодезии. Разрабатывал вопросы неединственности решений при определении орбит планет и комет из наблюдений. Развил и усовершенствовал методы Гаусса и Ольберса определения параболических и эллиптических орбит. Для упрощения математических расчетов в небесной механике и геодезии ввел матрицы — «краковианы», с помощью которых нашел решение общей задачи сферической полигонометрии. Разработал новый метод предсказания покрытий звезд Луной. В Энгельгардтовской обсерватории выполнил с помощью гелиометра ряд наблюдений физической либрации Луны, давших ценный материал для определения сотрудниками обсерватории постоянной либрации. В обсерватории в Кракове организовал систематические исследования переменных звезд. По его инициативе в Бескидах (Карпаты) была создана астрономическая станция для наблюдения затменных переменных звезд. Предложил использовать полные солнечные затмения для «лунной триангуляции» — геодезической связи отдаленных пунктов на поверхности Земли. Автор работ, посвященных теории атмосферной рефракции, изучению затмений, погрешностям в астрономических и геодезических измерениях, а также учебников по астрономии. Основал журнал «Acta Astronomica».
Член Академии наук в Кракове (1922), почетный член Польской АН, почётный доктор ряда европейских университетов. Один из основателей Польского астрономического общества и его президент в течение многих лет. Вице-президент Международного астрономического союза (1932—1938).

## Память
- В его честь назван кратер на Луне и астероид (1286) Банахевича[англ.]; астероид (1287) Лорция[англ.] назван в честь жены Банахевича. Оба астероида открыты 25 августа 1933 года бельгийским астрономом Сильвеном Ареном в Королевской обсерватории Бельгии.
- Его именем названа обсерватория, находящаяся в селе Венглювка Мысленицкого повята Малопольского воеводства.
- Был похоронен на Раковицком кладбище. В 1955 году его останки были перезахоронены в крипте заслуженных в церкви святого Станислава.